# Joseph Napier (1er baronnet)
Pour les articles homonymes, voir Napier.
Joseph Napier (26 décembre 1804 - 9 décembre 1882) est un député du Parti conservateur irlandais au Parlement du Royaume-Uni. Il est également avocat et juge, et exerce les fonctions de Lord Chancelier d'Irlande.

## Carrière
Il est le fils de William Napier et de Rosetta MacNaghten de Ballyreagh House, dans le comté d'Antrim, et est né à Belfast, en Irlande, où son père est un brasseur prospère. Il fréquente la Belfast Academical Institution et le Trinity College de Dublin, avant d'être admis au barreau irlandais en 1831. Il se constitue une très vaste pratique et se forge une réputation de savoir impressionnante, notamment dans le domaine de la plaidoirie . Il devient conseiller de la reine (QC) en 1844 .
Il est député de l'Université de Dublin de 1848 à 1858, après avoir échoué à être élu en 1847. Il devient procureur général d'Irlande de mars à décembre 1852. Il est également nommé membre du Conseil privé d'Irlande en 1852. Il obtient un doctorat en droit civil en 1853 .
Napier est un fidèle conservateur en politique et exceptionnellement diligent dans l'accomplissement de ses devoirs politiques . Il quitte la Chambre des communes lorsqu'il est nommé Lord Chancelier d'Irlande en 1858, fonction qu'il occupe jusqu'en 1859. Sa nomination cause une certaine surprise, puisqu'il a fait sa réputation dans les tribunaux de droit commun, bien qu'il ait également fait quelques travaux de chancellerie . Il est créé baronnet en 1867  et nommé au Conseil privé du Royaume-Uni en 1868, ce qui lui permet de siéger au Comité judiciaire du Conseil privé. Malgré son désir évident de reprendre ses fonctions, il ne redevient jamais chancelier : même dans le parti tory, ses fortes opinions évangéliques lui ont fait des ennemis, tandis que le barreau se plaint que sa surdité l'empêche de mener ses affaires efficacement. Il accepte la position de Lord Justice of Appeal, mais la réaction du barreau est si défavorable (sa surdité plutôt que ses croyances religieuses semble avoir été le problème ici) qu'il se retire. Ses publications comprennent des ouvrages pédagogiques, mathématiques et juridiques .
En 1880, il se retire à St Leonards-on-Sea dans le Sussex et y meurt le 9 décembre 1882. Il est enterré au cimetière Mount Jerome, à Dublin, avec une plaque à sa mémoire placée dans la Cathédrale Saint-Patrick de Dublin.
Il est reconnu en tant que savant juriste et parlementaire diligent, mais surtout comme un fervent protestant avec une profonde dévotion à l'Église d'Irlande, et il s'oppose à la Séparation de l'Église et de l'État. Dans sa jeunesse, il est un évangélique extrême et fortement opposé à l'émancipation catholique, mais on dit que ses opinions se sont adoucies à mesure qu'il vieillissait. Ses opinions religieuses antérieures conduisent à un affrontement avec Daniel O'Connell, qui le surnomme "Holy Joe".

## Famille
Il épouse Charity (Cherry) Grace, fille de John Grace de Dublin (issu d'une vieille famille de Kilkenny), le 20 août 1831 et a 2 fils : William John Napier et Sir Joseph Napier, 2e baronnet, et 3 filles : Grace, Rosetta et Cerise. Lady Napier est décédée le 4 mars 1901 .
Une de ses sœurs, Rosetta Napier, épouse James Whiteside, procureur général d'Irlande et plus tard Lord Chief Justice of Ireland, et une autre sœur, Mary Napier, épouse Echlin Molyneux qui devient plus tard professeur de droit anglais à l'Université Queen's de Belfast et meurt jeune en 1831, laissant un fils.